# Joseba Beloki
Joseba Beloki Dorronsoro (Lazcano, Guipúzcoa, 12 de agosto de 1973) es un exciclista español. Fue profesional desde 1998. Desde entonces destacó como un buen escalador y un contrarrelojista de alto nivel, especializado en vueltas por etapas. En 2002 quedó segundo en el Tour, declarándose vacante el primer puesto en una resolución de la Unión Ciclista Internacional que descalificó por dopaje a Lance Armstrong.

## Biografía
Nacido en Lazcano, aunque afincado desde la infancia en la ciudad de Vitoria, Beloki se inició en el ciclismo a los 9 años de edad en las filas del club Iturribero de Durana. 

### Época dorada
Beloki ha logrado subir al podio del Tour de Francia en tres ocasiones: como segundo en 2002 y como tercero en 2000 y 2001. En la Vuelta a España fue tercero en 2002 y llevó el maillot de líder durante tres días en 2001. Es, junto con Federico Martín Bahamontes y Pedro Delgado, el segundo ciclista español con más podios en el Tour de Francia, solo superado por los cinco de Miguel Induráin. Es uno de los cinco ciclistas españoles, junto con Luis Ocaña (1973), Pedro Delgado (1989), Miguel Induráin (1991) y Carlos Sastre (2008), que han conseguido finalizar en el podio de Vuelta y Tour en el mismo año (2002). Entre sus victorias se encuentran la Vuelta a Asturias de 2000, la Vuelta a Cataluña de 2001 y la Clásica de Alcobendas de 2003.

### Grave caída y consecuencias

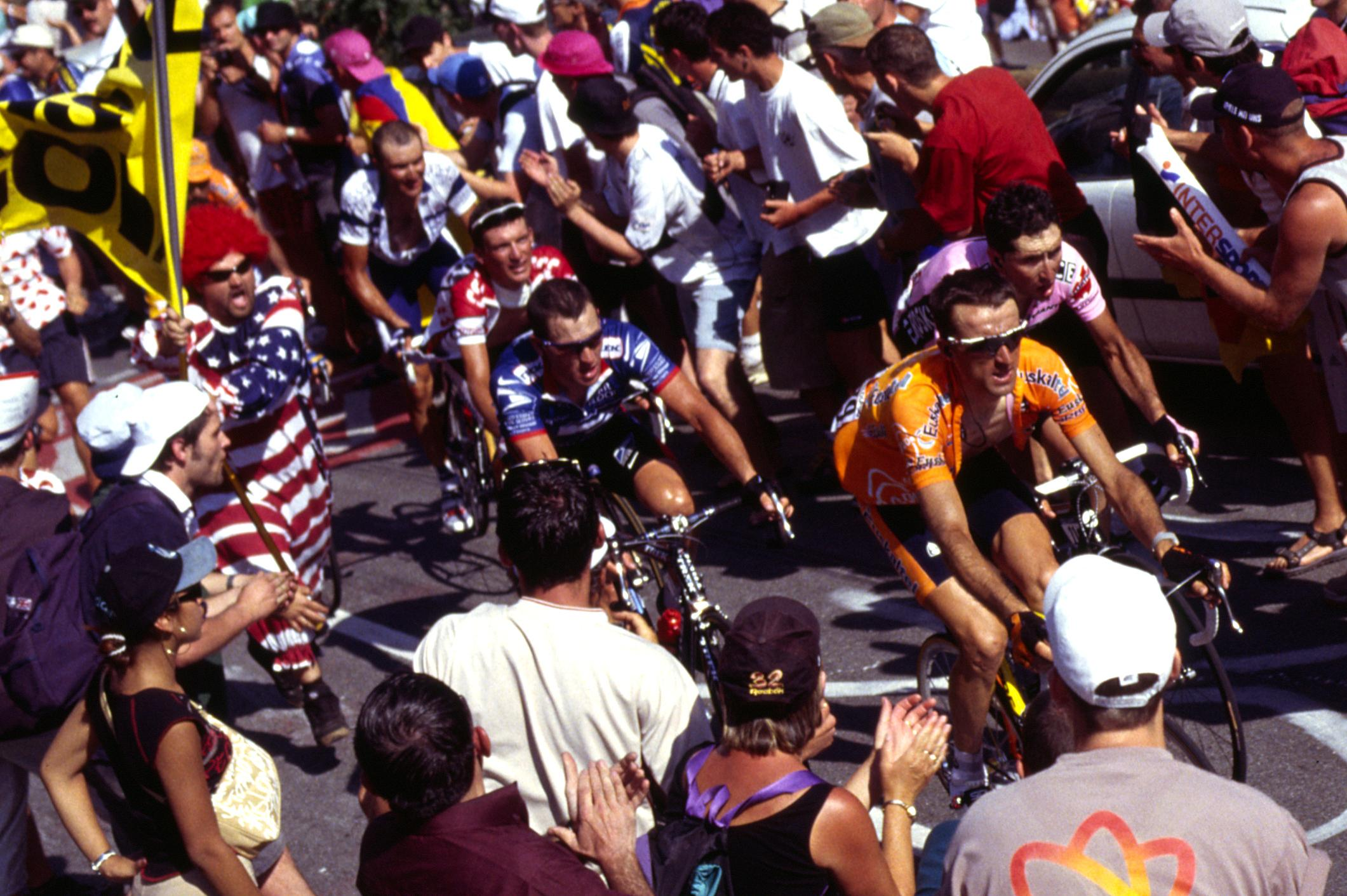
Beloki en Alpe d'Huez '03, junto Zubeldia, Armstrong, Hamilton y Basso

El 14 de julio de 2003 marcó su carrera deportiva. Durante la novena etapa del Tour, Beloki descendía al puerto de La Rochette (8 kilómetros a meta) junto a Lance Armstrong, líder con 40 segundos de ventaja sobre el guipuzcoano, mientras perseguían a Alexandre Vinokourov. En una curva, perdió el control de su bicicleta al topar su rueda trasera con un tramo de asfalto derretido por el sol. Beloki sufrió una dura caída, rompiéndose el fémur, el codo y la muñeca derecha. Armstrong estuvo a punto de sufrir las mismas consecuencias, pero logró girar bruscamente para ir a parar a un atajo campo a través. Las lesiones provocarían que Beloki fuese baja para el resto de la temporada.
Con la desbandada del ONCE de Manolo Saiz al final de la temporada 2003, Joseba optó, tras mucha expectación, por firmar por el equipo francés Brioches La Boulangère, lo cual causó un notable desconcierto, al tratarse hasta el momento de una escuadra sin grandes expectativas ni presupuesto.
Se suponía que Beloki estaba completamente recuperado de sus lesiones, pero pronto empezó a evidenciarse que la recuperación iba a tardar en completarse más de lo esperado. Tomó en abril la salida de la carrera de casa, la Vuelta al País Vasco, pero tuvo que retirarse en la primera etapa. Finalmente, no fue capaz de tomar la salida en el Tour de Francia ya que, tras desavenencias con los dirigentes del equipo, abandonó la escuadra. Beloki alegó que los responsables de Brioches La Boulangère no le daban permiso para utilizar los corticoides (sustancias sometidas a restricción por la legislación antidopaje) que, según él, necesitaba para curar su asma . Tras este episodio, el corredor vasco firmó para lo que restaba de temporada, y otro año más, con el equipo español Saunier Duval. Correría la Vuelta a España, en la que dejaría buenas sensaciones durante la primera semana. Pero finalmente todo pareció quedar en un espejismo y Beloki abandonaría la carrera prematuramente.

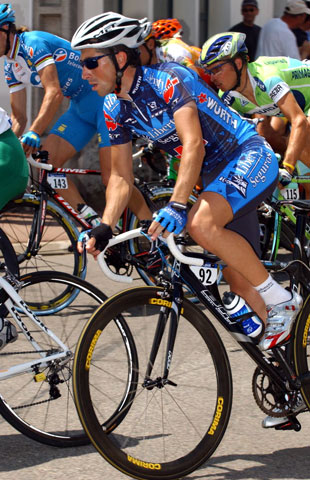
Beloki, con el maillot del Liberty Seguros-Würth

La última polémica alrededor de Beloki se produjo en el invierno de 2004, ya que en una sorprendente operación, el ciclista guipuzcoano decidió volver junto a su antiguo director Manolo Saiz, pagando de su bolsillo la cláusula de rescisión de su contrato con Saunier Duval.
Empezó el año 2005 nuevamente con grandes expectativas, con el Giro de Italia, el Tour de Francia y la Vuelta a España en el calendario. Pero tras los primeros meses de competición Beloki seguía sin poder completar una sola carrera entre los primeros clasificados: las consecuencias de la caída en el Tour de Francia 2003 seguían haciendo mella en su rendimiento, quizás no tanto por los daños físicos sino por problemas psicológicos. Así pues fue incapaz de terminar el Giro, pero pese a ello Manolo Saíz lo incluye en el equipo del Liberty para el Tour de Francia, volviendo así a reencontrarse con la carrera que truncó su progresión. Durante los primeros días Joseba logra mantenerse en los primeros puestos de la clasificación pero cuando llegan las etapas de montaña acusa su falta de forma y tiene que apelar a su fuerza de voluntad para lograr acabar el Tour en una discreta posición. En la Vuelta a España, se cae  en el prólogo, reviviendo así viejos fantasmas, pero por fortuna la caída esta vez no tiene consecuencias graves y puede continuar. En las siguientes etapas vemos a un Joseba bastante recuperado, trabajando como gregario para Roberto Heras y mostrando su mejor forma en los últimos años. 
Empezó el año 2006 bastante bien, sin ganar ninguna etapa pero haciendo un papel interesante en varias carreras, como el Tour de Romandía.

### Operación Puerto
El 22 de mayo de 2006 se conoció la Operación Puerto, una investigación de la Guardia Civil que destapó una trama de dopaje organizado para deportistas de élite, con el doctor Eufemiano Fuentes como cabecilla. Todos los deportistas clientes de la red de Fuentes figuraban en las bolsas sanguíneas, conversaciones intervenidas o manuscritos con nombres en clave. En el informe detallado enviado por el instituto armado al juez instructor del caso (Antonio Serrano), Joseba Beloki fue identificado por la Guardia Civil como el ciclista tras los nombres en clave JB y Blk, además de figurar su nombre completo en los manuscritos de Fuentes. En los papeles de Fuentes, concretamente en el Documento 28 referido a Joseba Beloki, figuraban anotaciones de HMG-LEPORI, IGF-1, parches de testosterona, hormona de crecimiento, EPO y anabolizantes en coordinación con la programación de extracciones y reposiciones sanguíneas, según detallaba la Guardia Civil en su informe al juez.
Debido a su implicación en la trama, la organización impidió a Beloki (junto a otros muchos ciclistas) participar en el Tour de Francia 2006. Poco después, sin embargo, el Juzgado de Instrucción n.º 31 de Madrid (encargado de la Operación Puerto) certificó por escrito que no existía ninguna imputación contra él.
 Esto se debía a que la investigación del juez Serrano se centraba en un presunto delito contra la salud pública, no en la trama de dopaje, que no fue investigada por el juez al no ser el dopaje delito en España en ese momento, motivo por el cual Beloki declaró ante el juez como testigo, no como imputado. Al ser absuelto judicialmente, Beloki podía competir en adelante con normalidad, puesto que no estaba imputado en ningún delito penal y el juez Serrano se negó (salvo excepciones) a que las pruebas acumuladas por la Guardia Civil (bolsas sanguíneas, documentos, grabaciones de vídeo y audio...) fueran facilitadas a organismos deportivos internacionales (UCI, AMA) para estudiar las pruebas e imponer en caso de estimarlo oportuno las sanciones deportivas pertinentes.

### Retirada
El 21 de diciembre de 2007, tras haber permanecido sin competir durante toda la temporada, anunció su retirada del ciclismo profesional. Después pasó a escribir en la revista Ciclismo a Fondo y a colaborar en Radio Euskadi como comentarista en la retransmisión radiofónica de diversas carreras ciclistas. También es director del equipo Cafés Baqué y habitual corredor de maratones. Su mejor tiempo (2:47:55) lo registró en su segundo maratón, el que corrió en Berlín en 2011.

## Palmarés
| 1997 - 2.º en el Campeonato de España Contrarreloj 1999 - 3.º en el Campeonato de España en Ruta 2000 - 1 etapa del Tour de Romandía - Vuelta a Asturias, más 1 etapa - 3.º en el Tour de Francia 2001 - Volta a Cataluña, más 2 etapas - 3.º en el Tour de Francia | 2002 - 1 etapa de la Euskal Bizikleta - 2.º en el Tour de Francia - 3.º en la Vuelta a España - Escalada a Montjuic, más 1 etapa 2003 - Clásica de Alcobendas, más 1 etapa - 1 etapa de la Euskal Bizikleta |

## Resultados en Grandes Vueltas y Campeonato del Mundo
Durante su carrera deportiva consiguió los siguientes puestos en las Grandes Vueltas y en los Campeonatos del Mundo en carretera:
| Carrera         | Carrera         | 1998 | 1999 | 2000 | 2001 | 2002  | 2003 | 2004 | 2005 | 2006 |
| --------------- | --------------- | ---- | ---- | ---- | ---- | ----- | ---- | ---- | ---- | ---- |
|                 | Giro de Italia  | —    | —    | —    | —    | —     | —    | —    | Ab.  | —    |
|                 | Tour de Francia | —    | —    | 3.º  | 3.º  | 2.º   | Ab.  | —    | 75.º | —    |
|                 | Vuelta a España | —    | Ab.  | —    | Ab.  | 3.º   | —    | Ab.  | 40.º | —    |
| Mundial en Ruta | Mundial en Ruta | ―    | ―    | ―    | 45.º | 112.º | ―    | ―    | ―    | ―    |

―: No participa

Ab.: Abandono

## Equipos
- Euskaltel-Euskadi (1998-1999)
- Festina-Lotus (2000)
- ONCE (2001-2003)
  - ONCE-Eroski-Würth (2001)
  - ONCE-Eroski (2002-2003)
- Brioches La Boulangère  (2004)[16]
- Saunier Duval-Prodir (2004)[17]
- Liberty Seguros/Würth Team/Astana (2005-2006)
  - Liberty Seguros-Würth Team (2005-2006) (hasta mayo)
  - Würth Team (2006) (hasta junio)
  - Astana-Würth Team (2006) (hasta julio)
  - Astana (2006)